# Megadictyna
Megadictyna és un gènere d'aranyes araneomorfes de la família dels megadictínids (Megadictynidae). Fou descrit per primera vegada l'any 1906 per Dahl.
Segons el World Spider Catalog amb data de desembre de 2018, només té una espècie: Megadictyna thilenii. És endèmica de Nova Zelanda.